# Félix Rasumny
Pour les articles homonymes, voir Rasumny.
 (avril 2025).

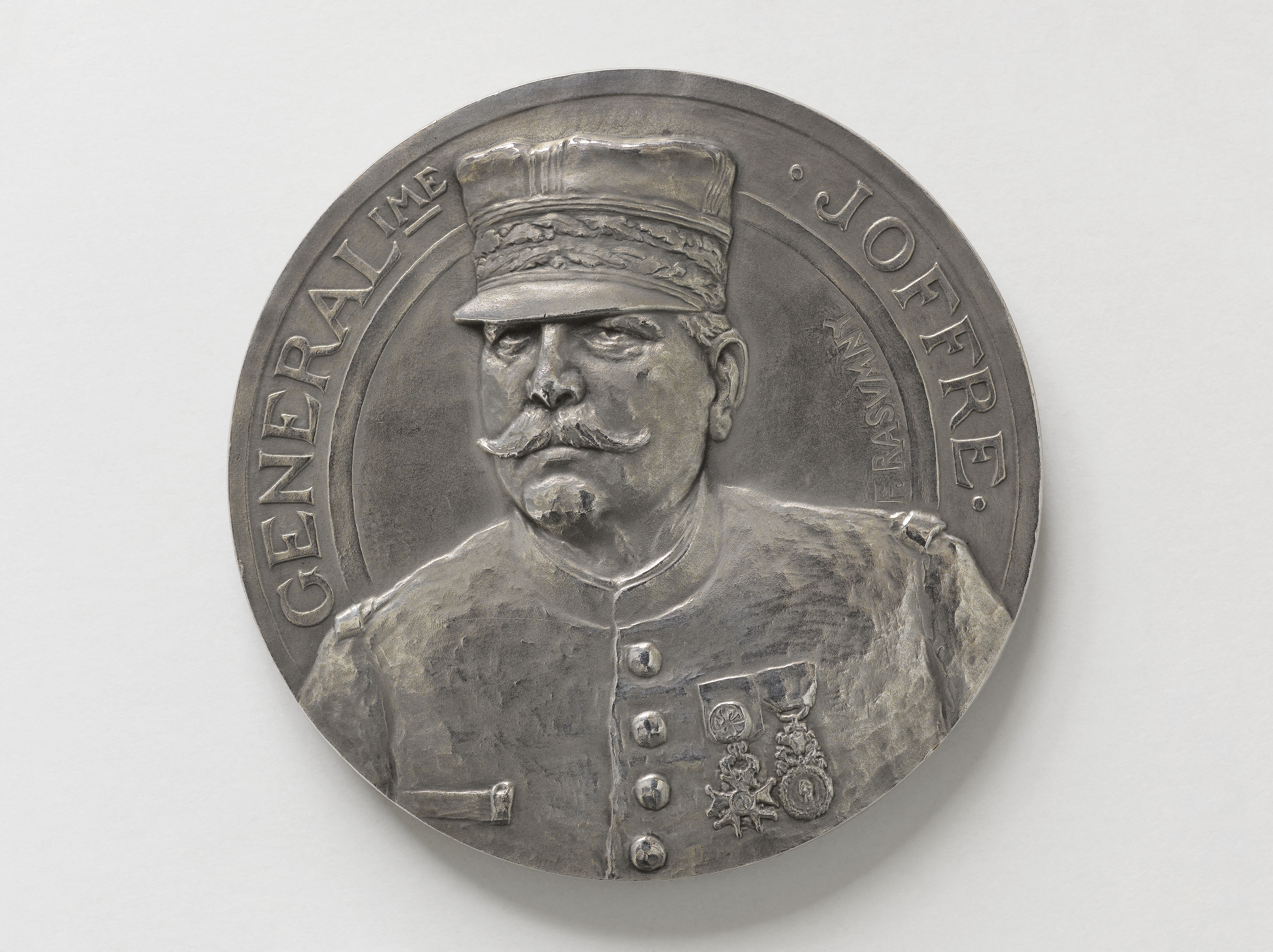
Médaille à l'effigie du général Joffre par Félix Rasumny en 1915.

Félix Rasumny, né le 20 avril 1869 à Sébastopol et mort le 21 janvier 1940 à Roquebrune-Cap-Martin, est un sculpteur, médailleur et bijoutier russe naturalisé français.

## Biographie
Représentant de l'Art nouveau, Félix Rasumny est l'élève d'Aimé Millet, Camille Gauthier et Paulin Tasset.
D'origine juive russe, il est naturalisé français le 15 avril 1905.
Sociétaire des artistes français depuis 1907, il figure au Salon de ce groupement depuis 1889. Il devient membre de la Société nationale des beaux-arts en 1911.
Félix Rasumny obtient une mention honorable en 1891, et une médaille d'argent à l'Exposition universelle de 1911.

## Distinctions
Félix Rasumny est nommé chevalier dans l'ordre national de la Légion d'honneur par décret du 13 juillet 1933.